# Oystar Holding
Die Oystar Holding GmbH war ein Anbieter von Verpackungsmaschinen, -technik und -dienstleistungen. Mit neun internationalen Produktionsstätten und mehreren Vertriebs- und Servicegesellschaften entwickelte, produzierte und vertrieb die Oystar-Gruppe Einzelmaschinen sowie ganze Verpackungslinien.
2015 wurde die Oystar Holding an die italienische IMA-Group (Industria Macchine Automatiche) verkauft und der Geschäftsbereich als Tochtergesellschaft unter den Namen IMA DAIRY & FOOD weiter geführt.

## Hintergrund
Oystar war aus der Verpackungsmaschinensparte der damaligen IWKA hervorgegangen: Dieser Unternehmensbereich war im März 2007 von der deutschen Beteiligungsgesellschaft Odewald & Compagnie gekauft und in der Folge als OYSTAR. The Process & Packaging Group lanciert worden. Im selben Jahr übernahm Oystar Hamba von SIG. 2011 verkaufte Oystar die auf Prozesstechnik spezialisierten Tochterunternehmen Hüttlin und Manesty an Bosch und konzentrierte sich damit auf die Geschäftsbereiche Primär- und Sekundärverpackung.

## Unternehmen der Oystar-Gruppe
Zur Oystar-Gruppe gehörten in Deutschland OYSTAR Benhil GmbH in Neuss, Gasti Verpackungsmaschinen GmbH in Schwäbisch Hall, Hamba Filltec GmbH & Co. KG in Saarbrücken und Hassia Verpackungsmaschinen GmbH in Ranstadt.
Internationale Töchter waren in Frankreich Erca S.A. in Courtaboeuf, in Spanien Erca Iberica S.A. mit Sitz in Barcelona sowie Oystar USA in Edison.
Im asiatischen Raum befand sich die Produktionsstätte der Hassia Packaging Pvt. Ltd. im indischen Taluka Shirur.
Die A+F Automation + Fördertechnik GmbH in Kirchlengern wurde im Dezember 2014 an die Mutares AG verkauft und gehörte seitdem nicht mehr zur Oystar-Gruppe.

## Branchen und Produkte
Oystar produzierte Abfüll- und Verpackungsanlagen für die Molkerei- und Nahrungsmittel-Industrie. Oystar bot Lösungen für Primär-, Sekundär- und Endverpackungen an. Dazu gehören unter anderem Füll- und Verschließmaschinen (FS) für vorgefertigte Becher und Flaschen, Form-, Füll- und Verschließmaschinen (FFS), Einschlagmaschinen. Beutelmaschinen sowie Kartonierer und Traypacker.